# David Harvey (calciatore)
David Harvey (Leeds, 7 febbraio 1948) è un ex calciatore scozzese, di ruolo portiere.

## Palmarès

### Competizioni nazionali
- Campionato inglese: 2

Leeds United: 1968-1969, 1973-1974
- Coppa d'Inghilterra: 1

Leeds United: 1971-1972
- Coppa di Lega inglese: 1

Leeds United: 1967-1968
- Charity Shield: 1

Leeds United: 1969

### Competizioni internazionali
- Coppa delle Fiere: 2

Leeds United: 1967-1968, 1970-1971